# Homeoura chelifera
Homeoura chelifera är en trollsländeart som först beskrevs av Selys 1876.  Homeoura chelifera ingår i släktet Homeoura och familjen dammflicksländor. Inga underarter finns listade i Catalogue of Life.